# António Tavares (escritor)
António Tavares (Lobito, 1960) é um escritor, jornalista, professor e político português.

## Biografia
António Tavares nasceu em 1960, na cidade de Lobito, na então província ultramarina portuguesa de Angola. Em 1975, na sequência do processo de descolonização de África, mudou-se para Portugal e passou a frequentar o liceu no Porto. Fez a licenciatura em Direito, pela Faculdade de Direito da Universidade de Coimbra.
Exerceu a atividade docente no ensino secundário na Escola Secundária Domingos Rebelo, em Ponta Delgada, e na Escola Dr. Joaquim de Carvalho, na Figueira da Foz.
Foi autarca no município da Figueira da Foz de 2005 a 2009 como não executivo, e entre 2009 a 2013 como executivo nos pelouros da Cultura, Urbanismo e Ambiente. No mandato 2013-2017 foi vice-presidente da autarquia, com os pelouros da Cultura, Educação e Ação Social.
António Tavares já tinha sido finalista do Prémio Leya 2013, com o romance As Palavras Que Me Deverão Guiar Um Dia, editado pela Teorema. Foi o primeiro que escreveu, em 2012, já com 52 anos de idade.

## Algumas obras
- Trilogia da Arte de Matar (teatro)
- Gémeos 6 (teatro)
- O Menino Rei (teatro)
- Luís Cajão, O Homem e o Escritor (ensaio)
- Manuel Fernandes Thomás e a Liberdade de Imprensa (ensaio)
- Redondo Júnior e o Teatro (ensaio, ed. Caleidoscópio)[1]
- Arquétipos e Mitos da Psicologia Social Figueirense (ensaio, ed. Livraria Alfarrabista)
- Figueira da Foz, Erros do Passado, Soluções para o Futuro (2013 - edição de autor)
- As Palavras que Me Deverão Guiar um Dia (Ed. Teorema, finalista do prémio Leya, em 2013)
- O Coro dos Defuntos (Ed. Leya, Prémio Leya 2015)
- Todos os Dias Morrem Deuses (Ed. D. Quixote, 2017, Menção honrosa no Prémio Alves Redol)
- Os Nossos Filhos Estão Longe (Ed. Zeroaoito, 2017, Coletânea de Contos, vários AA)
- Homens de Pó (Ed. D. Quixote, 2018, finalista do Grande Prémio do Romance e Novela, APE, 2019)